# Derrygonnelly
Derrygonnelly (Doire Ó gConaíle in gaelico irlandese) è un villaggio dell'Irlanda del Nord, situato nella contea di Fermanagh.